# Хјурон (Охајо)
Хјурон (енгл. Huron) град је у америчкој савезној држави Охајо.

## Демографија
По попису из 2010. године број становника је 7.149, што је 809 (-10,2%) становника мање него 2000. године.
| Група             | 2000.         | 2010.         |
| Белци             | 7.664 (96,3%) | 6.777 (94,8%) |
| Афроамериканци    | 56 (0,7%)     | 67 (0,9%)     |
| Азијати           | 42 (0,5%)     | 39 (0,5%)     |
| Хиспаноамериканци | 130 (1,6%)    | 162 (2,3%)    |
| Укупно            | 7.958         | 7.149         |